# Georg Minkenberg
Georg Minkenberg (* 1955 in Mönchengladbach; † 10. März 2016 in Aachen) war ein deutscher Kunsthistoriker und von 1994 bis zu seinem Tod Leiter der Aachener Domschatzkammer.
Von 1974 bis 1984 studierte Minkenberg Kunstgeschichte, Klassische Archäologie, Ur- und Frühgeschichte und Katholische Theologie an der Universität zu Köln. 1984 wurde er mit der Arbeit „Die plastische Marienklage. Ein Beitrag zu ihrer Entstehung und ihren geistigen Grundlagen“ zum Dr. phil. promoviert.
Ab 1984 war Minkenberg zunächst wissenschaftlicher Mitarbeiter der Domschatzkammer Aachen und seit 1985 Leiter der dortigen Abteilungen Malerei und Grafik, Plastik, Textilien und des Fotoarchivs sowie der Restaurierungswerkstatt für Malerei und Plastik. Im Jahr 1990 koordinierte er den Aufbau einer Restaurierungswerkstatt für die Textilien des Domschatzes, deren Leitung er 1991 übernahm. Ein Jahr später übernahm er die Organisation des 3. Internationalen Kongresses für Alte Textilien.
Seit 1994 war er Leiter der Domschatzkammer Aachen.
Minkenberg hielt zahlreiche Vorträge zu Themen der mittelalterlichen und frühneuzeitlichen Kunst und veröffentlichte mehrere Schriften.

## Schriften (Auswahl)
- Die plastische Marienklage. Ein Beitrag zu ihrer Entstehung und ihren geistesgeschichtlichen Grundlagen. Dissertation, Universität zu Köln 1986
- Der Barbarossaleuchter im Dom zu Aachen. In: Zeitschrift des Aachener Geschichtsvereins Band 96, 1989, S. 69–102
- mit Willy Christ: Gemälde und Skulpturen des Aachener Domes im Blickfeld von Konservierung und Restaurierung. 30 Jahre Restaurierungswerkstatt für Gemälde und Skulpturen am Dom zu Aachen. Aachen 1995
- mit Herta Lepie: Die Schatzkammer des Aachener Domes. Aachen 1995
- mit Herta Lepie: Der Domschatz zu Aachen. Schnell + Steiner, Regensburg 2010, ISBN 978-3-7954-2320-9
- Aachen. Der Dom. Schnell + Steiner, Regensburg 2011, ISBN 978-3-7954-6891-0
- mit Sisi Ben Kayed (Hrsg.): Verlorene Schätze. Ehemalige Schatzstücke aus dem Aachener Domschatz, Schnell + Steiner, Regensburg 2014, ISBN 978-3-7954-2834-1